# Campeonato Europeo de Biatlón de 2014
El XXI Campeonato Europeo de Biatlón se celebró en la localidad de Nové Město (República Checa) entre el 30 de enero y el 4 de febrero de 2014 bajo la organización de la Unión Internacional de Biatlón (IBU) y la Federación Checa de Biatlón.

## Resultados

### Masculino
| Evento                      | Oro                                                                                | Plata | Bronce                                                                                     |
| --------------------------- | ---------------------------------------------------------------------------------- | --- | ------------------------------------------------------------------------------------------ |
| 10 km velocidad (01.02)     | Lars Helge Birkeland · Noruega · 22:40,1                                           | Maxim Tsvetkov · Rusia · 22:46,9                                                                                 | David Komatz · Austria · Andrejs Rastorgujevs · Letonia · 23:08,5                          |
| 20 km individual (30.01)    | Andrejs Rastorgujevs Letonia 52:17,6                                               | Benedikt Doll · Alemania · 52:17,9                                                                               | Maxim Tsvetkov · Rusia · 53:32,4                                                           |
| 12,5 km persecución (02.02) | Maxim Tsvetkov · Rusia · 31:56,4                                                   | Lars Helge Birkeland · Noruega · 34:00,3                                                                         | Anton Babikov · Rusia · 34:03,3                                                            |
| Relevos 4 × 7,5 km (04.02)  | Austria · Lorenz Wäger · Michael Reiter · Peter Brunner · David Komatz · 1:15:30,3 | Noruega · Kristoffer Skjelvik · Vetle Ravnsborg Gurigard · Erlend Bjøntegaard · Lars Helge Birkeland · 1:16:35,5 | Alemania · Michael Willeitner · Matthias Bischl · Benedikt Doll · Florian Graf · 1:17:20,3 |

### Femenino
| Evento                    | Oro                                                                                         | Plata                                                                                       | Bronce                                                                               |
| ------------------------- | ------------------------------------------------------------------------------------------- | ------------------------------------------------------------------------------------------- | ------------------------------------------------------------------------------------ |
| 7,5 km velocidad (01.02)  | Marte Olsbu · Noruega · 20:48,2                                                             | Victoria Padial Hernández · España · 20:49,4                                                | Yana Bondar · Ucrania · 20:53,6                                                      |
| 15 km individual (30.01)  | Audrey Vaillancourt · Canadá · 51:33,4                                                      | Nastassia Kalina · Bielorrusia · 51:35,5                                                    | Iryna Kriuko · Bielorrusia · 51:43,1                                                 |
| 10 km persecución (02.02) | Mona Brorsson · Suecia · 32:38,7                                                            | Victoria Padial Hernández · España · 32:41,9                                                | Daria Virolainen · Rusia · 32:43,7                                                   |
| Relevos 4 × 6 km (04.02)  | Bielorrusia · Iryna Kriuko · Ala Talkach · Axana Shymanovich · Nastassia Kalina · 1:15:39,3 | Alemania · Karolin Horchler · Annika Knoll · Vanessa Hinz · Maren Hammerschmidt · 1:16:14,6 | Noruega · Ane Skrove Nossum · Hilde Fenne · Bente Landheim · Marte Olsbu · 1:17:14,4 |

## Medallero
| Núm. | País        | Oro | Plata | Bronce | Total |
| ---- | ----------- | --- | ----- | ------ | ----- |
| 1    | Noruega     | 2   | 2     | 1      | 5     |
| 2    | Rusia       | 1   | 1     | 3      | 5     |
| 3    | Bielorrusia | 1   | 1     | 1      | 3     |
| 4    | Austria     | 1   | 0     | 1      | 2     |
| 4    | Letonia     | 1   | 0     | 1      | 2     |
| 6    | Canadá      | 1   | 0     | 0      | 1     |
| 6    | Suecia      | 1   | 0     | 0      | 1     |
| 8    | Alemania    | 0   | 2     | 1      | 3     |
| 9    | España      | 0   | 2     | 0      | 2     |
| 10   | Ucrania     | 0   | 0     | 1      | 1     |
|      | TOTAL       | 8   | 8     | 9      | 25    |